# Hyperaspis annexa
Hyperaspis annexa är en skalbaggsart som beskrevs av Leconte 1852. Hyperaspis annexa ingår i släktet Hyperaspis och familjen nyckelpigor. Inga underarter finns listade i Catalogue of Life.